# Phytodietus pallipes
Phytodietus pallipes är en stekelart som beskrevs av Dmitriy R. Kasparyan 1993. Phytodietus pallipes ingår i släktet Phytodietus och familjen brokparasitsteklar. Inga underarter finns listade i Catalogue of Life.